# Moosbach (Windsbach)
Moosbach ([ˈmoːsˌbax] ⓘ, fränkisch: Muhschba) ist ein Gemeindeteil der Stadt Windsbach im Landkreis Ansbach (Mittelfranken, Bayern). Die Gemarkung Moosbach hat eine Fläche von 3,913 km². Sie ist in 572 Flurstücke aufgeteilt, die eine durchschnittliche Flurstücksfläche von 6841,02 m² haben.

## Geographie
Durch das Dorf fließt der Schwalbenbach, ein linker Zufluss der Fränkischen Rezat. 0,5 km nördlich befindet sich die Flur Asig, 0,75 km östlich die Schwalbleiten. Die Kreisstraße AN 15 führt über Fohlenhof nach Windsbach zur Staatsstraße 2223 (1 km südöstlich) bzw. nach Brunn (2 km östlich). Die Kreisstraße AN 28, die von der AN 15 abzweigt, führt nach Suddersdorf (2,1 km nördlich). Eine Gemeindeverbindungsstraße führt zur Staatsstraße 2410 (2 km nordöstlich).
Die sogenannte Weinstraße von Moosbach in Richtung Reuth wurde so bezeichnet, weil sich einstmals der Trauerzug zu der dortigen Kirche bewegte.

## Geschichte
1249 wurde „Mosbach“ in einer Kaufurkunde erstmals erwähnt, in der bestätigt wurde, dass das Kloster Heilsbronn dort ein Gut erworben hatte. Der Ortsname leitet sich von einem gleichlautenden Gewässernamen ab (heute Schwalbenbach genannt), dessen Bestimmungswort Moos ist, das zu dieser Zeit die Bedeutung Moor, Sumpf hatte. Das Kloster erwarb bis zum Beginn des 16. Jahrhunderts noch drei weitere Höfe neben Grundstücken und Gehölz.
Im eichstättischen Salbuch, das um 1300 entstanden ist, wurde für den Ort nur eine öde Hube und ein weiterer Untertan verzeichnet, die dem Hochstift Eichstätt unterstanden. Der Hauptmannschaft Hergersbach der Reichsstadt Nürnberg unterstanden 1529 vier Untertansfamilien im Ort.
Im 16-Punkte-Bericht des Oberamts Windsbach aus dem Jahr 1608 wurden für Moosbach 12 Mannschaften verzeichnet: 1 Hof gehörte der Pfarrei Windsbach, 2 Höfe und 2 Güter dem Klosterverwalteramt Heilsbronn, 1 Hof und 2 Güter dem eichstättischen Kastenamt Abenberg und 4 Höfe der Reichsstadt Nürnberg. Außerdem gab es ein Gemeindehirtenhaus. Das Hochgericht übte das brandenburg-ansbachische Kasten- und Stadtvogteiamt Windsbach aus. Im 16-Punkte-Bericht des Klosteramts Heilsbronn ebenfalls aus dem Jahr 1608 wurden die 4 Heilsbronner Anwesen als 3 Höfe und 1 Köblergut qualifiziert.
Im Dreißigjährigen Krieg wurde Moosbach weitestgehend zerstört. Von den vier Höfen, die dem Kloster gehörten, brannten drei ab. Selbst 19 Jahre nach dem Krieg war der ganze Ort noch verödet. Im Eichstätter Salbuch von 1671 wurden für Moosbach wieder 8 Untertansfamilien verzeichnet, wovon 2 dem Kastenamt Abenberg unterstanden, 3 dem Klosterverwalteramt Heilsbronn und 3 der Reichsstadt Nürnberg.
In der Amtsbeschreibung des Pflegamtes Lichtenau aus dem Jahr 1748 wurden für den Ort 15 Untertansfamilien angegeben, wovon 4 der Hauptmannschaft Hergersbach des Pflegamts Lichtenau unterstanden und 11 anderen Grundherren.
Gegen Ende des 18. Jahrhunderts gab es in Moosbach 20 Anwesen und ein Gemeindehirtenhaus. Das Hochgericht und die Dorf- und Gemeindeherrschaft übte weiterhin das Kasten- und Stadtvogteiamt Windsbach aus. Grundherren waren das Fürstentum Ansbach (11 Anwesen; Kastenamt Windsbach: 1 Schankwirtshaus, 2 Leerhäuser, 2 Halbleerhäuser; Klosterverwalteramt Heilsbronn: 3 Halbhöfe, 2 Güter; Stadtpfarrei Windsbach: 1 Widdumshof), das nürnbergische St.-Klara-Klosteramt (4 Halbhöfe), das Kastenamt Abenberg (2 Halbhöfe, 1 Gut) und der Nürnberger Eigenherr von Holzschuher (1 Hof, 1 Halbhof). Von 1797 bis 1808 unterstand der Ort dem Justiz- und Kammeramt Windsbach. Die Zahl der Anwesen blieb unverändert.
1806 kam Moosbach an das Königreich Bayern. Im Rahmen des Gemeindeedikts wurde Moosbach dem 1808 gebildeten Steuerdistrikt Mitteleschenbach und der 1810 gegründeten Ruralgemeinde Mitteleschenbach zugeordnet. Mit dem Zweiten Gemeindeedikt (1818) löste sich Moosbach von Mitteleschenbach und bildete eine Ruralgemeinde. Sie war in Verwaltung und Gerichtsbarkeit dem Landgericht Heilsbronn zugeordnet und in der Finanzverwaltung dem Rentamt Windsbach. Von 1862 bis 1879 gehörte Moosbach zum Bezirksamt Heilsbronn, seit 1880 zum Bezirksamt Ansbach (1939 in Landkreis Ansbach umbenannt) und zum Rentamt Heilsbronn (1919–1929: Finanzamt Heilsbronn, seit 1929: Finanzamt Ansbach). Die Gerichtsbarkeit blieb beim Landgericht Heilsbronn (1879 in Amtsgericht Heilsbronn umbenannt), seit 1956 ist das Amtsgericht Ansbach zuständig. Die Gemeinde hatte 1964 eine Gebietsfläche von 3,973 km². Im Zuge der Gebietsreform in Bayern wurde Moosbach am 1. Januar 1972 nach Windsbach eingemeindet.

### Einwohnerentwicklung
| Jahr      | 1818   | 1840   | 1852   | 1855   | 1861   | 1867   | 1871   | 1875   | 1880   | 1885   | 1890   | 1895   | 1900   | 1905   | 1910   | 1919   | 1925   | 1933   | 1939   | 1946   | 1950   | 1952   | 1961   | 1970   | 1987  |
| Einwohner | 123    | 124    | 150    | 156    | 153    | 156    | 151    | 149    | 156    | 150    | 140    | 144    | 134    | 145    | 147    | 131    | 120    | 118    | 127    | 178    | 171    | 162    | 117    | 117    | 103   |
| Häuser    | 22     | 21     |        |        |        |        | 27     |        |        | 27     | 26     |        | 27     |        |        |        | 25     |        |        |        | 26     |        | 25     |        | 26    |
| Quelle    | [ 28 ] | [ 29 ] | [ 30 ] | [ 30 ] | [ 31 ] | [ 32 ] | [ 33 ] | [ 34 ] | [ 35 ] | [ 36 ] | [ 37 ] | [ 38 ] | [ 39 ] | [ 38 ] | [ 40 ] | [ 38 ] | [ 41 ] | [ 38 ] | [ 38 ] | [ 38 ] | [ 42 ] | [ 38 ] | [ 24 ] | [ 43 ] | [ 2 ] |

## Religion
Der Ort war ursprünglich nach St. Maria (Großhaslach) gepfarrt, von 1473 bis 1545 nach St. Kunigund (Reuth), von 1545 bis 1603 nach St. Michael (Weißenbronn). Seit 1603 sind die Einwohner evangelisch-lutherischer Konfession nach St. Margareta (Windsbach) gepfarrt. Die Einwohner römisch-katholischer Konfession sind nach St. Bonifatius (Windsbach) gepfarrt.

## Söhne und Töchter des Ortes
- Leonhard Murr (1896–1967), Politiker (MdB)
- Philipp Stauff (1876–1923), antisemitischer Publizist